# Charles Hunter
Pour les articles homonymes, voir Hunter.
Charles Hunter (1876-1906) était un compositeur américain de musique ragtime. Originaire du Tennessee, c'était un pianiste aveugle de naissance. Malgré sa cécité, il était un très bon musicien et composa son premier succès, Tickled to Death, en 1899. Il décéda à l'âge de 29 ans de la tuberculose.

## Biographie
"Charles Hunter" est né en 1876 dans la ville de Columbia, Tennessee. Il a été élevé avec son père ; Jourdin Hunter, son oncle ; William Hunter, les parents de sa mère (sans doute morte quand Charles étant enfant); James et Isabelle Hackney, et ses frères et sœurs plus âgés que lui ; Thomas, Blanch, James et Lena. Charles grandit dans une région où les talents musicaux, noirs comme blancs, n'étaient pas rares. Il fut envoyé à la "Nashville School For The Blind", école pour les non-voyants.
Son goût pour le piano le prédestinait à une carrière d'accordeur de piano, profession souvent associée aux aveugles. Ainsi, il quitta son école pour rentrer chez "Jess French Piano Company" installée à Nashville. Charles passe alors son temps libre à la création au piano, sans avoir reçu de formation musicale au préalable. Il apprend le style ragtime, alors tout juste naissant.
Il fait publier son premier rag à l'âge de 23 ans ; le Tickled to Death. Rapidement, il atteint une popularité qui dépasse les limites de l'état du Tennessee. La partition est alors régulièrement jouée à cette époque. C'est un certain Henry French, qui fera publier ses œuvres. Ce dernier est ravi par le succès que remportent les pièces de Hunter. En effet, "Possum and Taters" est publié en 40 000 copies, "Tennessee Tantalizer" en 30 000, et "Queen of Love" en 10 000. Malgré ces succès, il continue sa profession d'accordeur de piano.
Une autre pièce populaire sera "Just Ask Me", publiée en 1902. Sa dernière publication sera une valse, "Seraphine", publiée dans l'année 1905. Il se marie alors avec une certaine Estelle F. Inch, le 21 octobre 1905. Mais, une tuberculose est décelée peu de temps après, et l'emporte le 23 janvier 1906, seulement treize semaines après son mariage. Il allait avoir trente ans.

## Liste des œuvres
1899

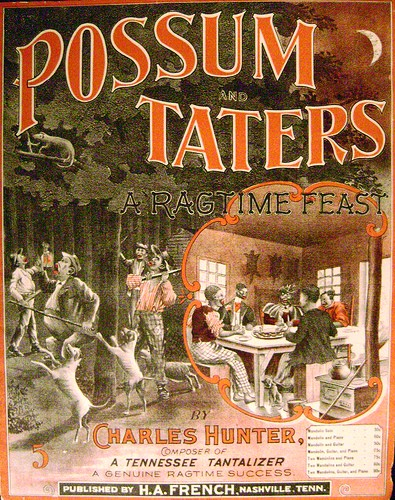
Un de ses succès : "Possum and Taters" (1900)

- Tickled to Death - Ragtime March and Two Step

1900
- A Tennessee Tantalizer - A Ragtime Tickler

- Possum and Taters - A Ragtime Feast

1901
- Cotton Bolls - Two Step

- Queen of Love

1902
- Just Ask Me - A Ragtime Two Step

1903
- Why We Smile

1904
- Back to Life

1905
- Seraphine - Waltzes